# Archiv des Vereins für siebenbürgische Landeskunde
Archiv des Vereins für siebenbürgische Landeskunde az erdélyi szászok német nyelvű honismereti folyóirata. Az erdélyi szászok honismereti egyesülete (Verein für siebenbürgische Landeskunde) működtette sok más kiadványuk mellett. Indulás/megszűnés:1.1843-40.1916:1./1918:2. Székhely: Hermannstadt. Rendszeresen 1874-1918 közt jelent meg, kiadója: Verlag des Vereins. Periodicitás: változó, évente háromszor. Mellékleteket, azaz évkönyveket is gyakran adtak közre.
Előzménye: Archiv für die Kenntniss von Siebenbürgens in Vorzeit und Gegenwart (A múlt és a jelen tudásának tára Erdélyben) 1.1841.
Tartalma: Főleg regionális kutatásokat tartalmaz.